# Ulkosaaret (Helsinki)

Lage des Stadtteils Ulkosaaret im Stadtgebiet von Helsinki

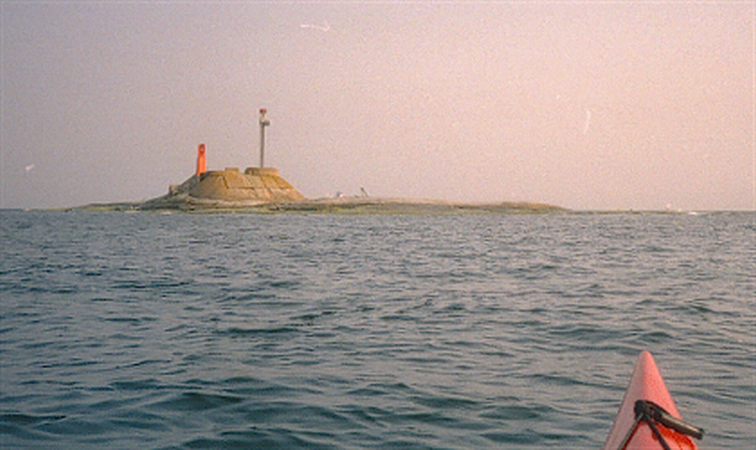
Halliluoto ist eine Schäre im Helsinkier Stadtteil Ulkosaaret

Ulkosaaret (finnisch) oder Utöarna (schwedisch) ist der Name der Inseln im äußeren Teil des Schärengartens der Stadt Helsinki (schwedisch Helsingfors). Administrativ bilden diese so genannten Außeninseln den 53. Stadtteil, was vor allem für die Registrierung der Grundstücke in diesem Gebiet von Bedeutung ist. Teilgebiete sind die „Westlichen Inseln“ (Länsisaaret / Västra holmarna), „Östlichen Inseln“ (Itäsaaret / Östra holmarna) sowie das Küstenmeer im Süden. Die Inseln sind der einzige Stadtteil Helsinkis, der zu mehr als einem Großbezirk gehört. Der westliche Teil gehört zum südlichen Großbezirk, der östliche zum südöstlichen. Die Landfläche der Inseln beträgt insgesamt 2,36 km².

## Lage und Bedeutung
Der Stadtteil wurde Anfang 1998 erweitert und die Stadtgrenze bis zur äußeren Grenze des finnischen Küstenmeers ausgedehnt. Heute ist das „Küstenmeer in Helsinki“ (Helsingin aluemeri / Territorialhavet i Helsingfors) ein eigenes administratives Teilgebiet.
Bewohner und Touristen in Helsinki kennen vor allem das Gebiet von Pihlajasaaret (Rönnskär), das mit dem Wasserbus erreicht werden kann. Die meisten anderen großen Außeninseln stehen aufgrund ihrer militärischen Nutzung unter Betretungsverbot, darunter Melkki (Melkö), Katajaluoto (Stora Enskär), Kuivasaari (Torra Mjölö) und Isosaari (Mjölö). Die Insel Rysäkari (Rysskär), die seit 2012 nicht mehr bebaut werden darf, gehört zum Stadtteil, ebenso der Leuchtturm auf Harmaja (Gråhara). 
Das Gebiet der Außeninseln wird als Naherholungsgebiet von Bootstouristen genutzt, und viele der kleineren Inseln dürfen betreten werden. Auch wenn sich die Inseln administrativ in einer Großstadt befinden, bewegen sich Bootsführer in Küstengewässern und benötigen deshalb Erfahrung und gute Seemannschaft. Außerdem müssen Bootsführer mit den Regeln für Schutzgebiete des Schärengartens vertraut sein. So wird für manche Inseln ein saisonales Betretungsverbot als Maßnahme des Naturschutzes verhängt. Diese Beschränkung gilt vor allem während der Brutzeit geschützter Seevögel. Falls keine Beschränkungen gelten, darf in einem am Ufer vertäuten Boot übernachtet oder sogar auf den Inseln gezeltet werden.

## Bevölkerung
Der Stadtteil hatte am 1. Januar 2015 eine Gesamtbevölkerung von drei Personen, die sich aus den ständigen Bewohnern von Isosaari und Kuivasaari zusammensetzt. Darüber hinaus sind auf mehreren Inseln Wehrpflichtige stationiert. 